# إميليا أيلمر بليك
إميليا أيلمر بليك (بالإنجليزية: Emilia Aylmer Blake) (1846، باث في المملكة المتحدة - 1905)؛ مؤلِّفة، كاتِبة مسرحية، شاعرة وروائية بريطانية.
وُلدت بليك في باث، سومرست، إنجلترا، وهي ابنة محامٍ من دبلن. تلقت تعليمها في إنجلترا وفرنسا. اشتهرت بإلقاءاتها الشعرية وكتابتها الشعرية، بما في ذلك قصيدتها الدرامية عن البطلة أليس آيرز. في عام ١٨٧٧، تزوجت بليك من الممثل ويليام جوينج.